# La Remuée
La Remuée és un municipi francès situat al departament del Sena Marítim i a la regió de Normandia. L'any 2007 tenia 1.335 habitants.

## Demografia

### Població
El 2007 la població de fet de La Remuée era de 1.335 persones. Hi havia 438 famílies de les quals 54 eren unipersonals (25 homes vivint sols i 29 dones vivint soles), 125 parelles sense fills, 246 parelles amb fills i 13 famílies monoparentals amb fills.
La població ha evolucionat segons el següent gràfic:
Habitants censats

### Habitatges
El 2007 hi havia 463 habitatges, 445 eren l'habitatge principal de la família, 4 eren segones residències i 14 estaven desocupats. 458 eren cases i 2 eren apartaments. Dels 445 habitatges principals, 390 estaven ocupats pels seus propietaris, 51 estaven llogats i ocupats pels llogaters i 4 estaven cedits a títol gratuït; 1 tenia una cambra, 13 en tenien dues, 38 en tenien tres, 117 en tenien quatre i 277 en tenien cinc o més. 373 habitatges disposaven pel capbaix d'una plaça de pàrquing. A 152 habitatges hi havia un automòbil i a 271 n'hi havia dos o més.

### Piràmide de població
La piràmide de població per edats i sexe el 2009 era:
| Homes | Edats   | Dones |
| ----- | ------- | ----- |
| 0     | 95 o +  | 0     |
| 0     | 90 a 94 | 0     |
| 4     | 85 a 89 | 4     |
| 0     | 80 a 84 | 0     |
| 4     | 75 a 79 | 12    |
| 8     | 70 a 74 | 12    |
| 28    | 65 a 69 | 16    |
| 28    | 60 a 64 | 20    |
| 8     | 55 a 59 | 32    |
| 48    | 50 a 54 | 28    |
| 40    | 45 a 49 | 60    |
| 56    | 40 a 44 | 36    |
| 60    | 35 a 39 | 44    |
| 56    | 30 a 34 | 44    |
| 24    | 25 a 29 | 56    |
| 36    | 20 a 24 | 16    |
| 52    | 15 a 19 | 52    |
| 56    | 10 a 14 | 68    |
| 68    | 5 a 9   | 16    |
| 68    | 0 a 4   | 24    |

## Economia
El 2007 la població en edat de treballar era de 866 persones, 635 eren actives i 231 eren inactives. De les 635 persones actives 578 estaven ocupades (321 homes i 257 dones) i 57 estaven aturades (18 homes i 39 dones). De les 231 persones inactives 59 estaven jubilades, 94 estaven estudiant i 78 estaven classificades com a «altres inactius».

### Ingressos
El 2009 a La Remuée hi havia 455 unitats fiscals que integraven 1.349 persones, la mediana anual d'ingressos fiscals per persona era de 20.701 €.

### Activitats econòmiques
Dels 21 establiments que hi havia el 2007, 1 era d'una empresa alimentària, 1 d'una empresa de fabricació d'altres productes industrials, 4 d'empreses de construcció, 4 d'empreses de comerç i reparació d'automòbils, 4 d'empreses de transport, 1 d'una empresa d'hostatgeria i restauració, 1 d'una empresa financera, 1 d'una empresa de serveis, 1 d'una entitat de l'administració pública i 3 d'empreses classificades com a «altres activitats de serveis».
Dels 5 establiments de servei als particulars que hi havia el 2009, 1 era una fusteria, 2 lampisteries, 1 empresa de construcció i 1 perruqueria.
L'únic establiment comercial que hi havia el 2009 era una fleca.
L'any 2000 a La Remuée hi havia 20 explotacions agrícoles que ocupaven un total de 580 hectàrees.

## Equipaments sanitaris i escolars
El 2009 hi havia una escola elemental.

## Poblacions més properes
El següent diagrama mostra les poblacions més properes.